# ベンビー
ベンビー（1974年7月6日 - ）は、オリジン・コーポレーションに所属するお笑いタレント。

## 人物
昭和薬科大学附属高等学校・中学校、琉球大学卒業。
- 趣味 釣り、バイク
- 特技 英語の翻訳

## 受賞歴
- 2004年 みほそ祭りお笑い舞天大賞 グランプリ
- 2007年 第一回沖縄ナンバーワン芸人決定戦O-1グランプリ 決勝ラウンド進出
- 2008年 第二回沖縄ナンバーワン芸人決定戦O-1グランプリ 準優勝
- 2012年 第六回沖縄ナンバーワン芸人決定戦O-1グランプリ 優勝

## 出演

### テレビ番組
- ウィン♪ウィン♪（沖縄テレビ）
- 郷土劇場 Oh!笑いけんさんぴん（沖縄テレビ）
- あまくま歩人（沖縄ケーブルネットワーク）
- ハルサーエイカー（2011年、沖縄テレビ） - 収 役
- ハルサーエイカー2（2012年、沖縄テレビ） - 収 役
- オバー自慢の爆弾鍋（2012年、沖縄テレビ） - 昇 役
- 新春!oh笑い O-1グランプリ（沖縄テレビ）
- 琉球トラウマナイトレジェンド2017「七つ墓」（2017年、沖縄テレビ）
- しに怖い夜「波間の女」（2019年、琉球朝日放送） - ベンビー 役
- 安全+第一 大知マン3（2024年、沖縄テレビ） - 大栄収 役

### ラジオ番組
- オリジンアワー（タイフーンfm） - 月曜パーソナリティ
- Oyakoらじお（ラジオ沖縄）
- わんDAY（RBCiラジオ）

### 映画
- ハルサーエイカー THE MOVIE エイカーズ（2015年） - 収 役[1]
- スイーツライフ（2015年） [2]